# Enfuvirtida
La enfuvirtida (o enfuvirtide es un fármaco antirretroviral polipeptídico de la familia de los inhibidores de fusión, siendo el primero en su especie. Ha sido utilizado en pacientes infectados con VIH-1 que han recibido tratamiento antirretroviral altamente supresivo en la que el virus ha desarrollado resistencia a otros medicamentos.

## Historia
La enfuvirtida se originó en la Universidad de Duke, donde los investigadores formaron una compañía farmacéutica conocida como Trimeris. Trimeris comenzó el desarrollo de la enfuvirtida en 1996 e inicialmente lo designó T-20. En 1999, Trimeris firmó una asociación con Hoffmann-La Roche para completar el desarrollo de la droga. Fue aprobado por la Administración de Alimentos y Medicamentos de los Estados Unidos (FDA, por sus inglés) el 13 de marzo de 2003 como el primer inhibidor de la fusión del VIH, una nueva clase de medicamentos antirretrovirales. Se aprobó sobre la base de dos estudios que compararon el efecto de regímenes optimizados de medicamentos antirretrovirales con y sin la adición de la enfuvirtida en la carga viral sérica.